# George Byng (3e comte de Strafford)
Pour l’article homonyme, voir George Byng.
George Henry Charles Byng, 3e comte de Strafford (22 février 1830-28 mars 1898), titré vicomte Enfield entre 1860 et 1886, est un homme politique libéral britannique.

## Biographie
Il est le fils aîné de George Byng (2e comte de Strafford) et de son épouse, Agnes, fille de Henry Paget, 1er marquis d'Anglesey. Il fait ses études au Collège d'Eton et est diplômé de Christ Church, Oxford en 1852.
En 1852, il est élu au Parlement en tant que député de Tavistock, siège qu'il occupe jusqu'en 1857 lorsqu'il devient député de Middlesex. Il sert sous Lord Russell comme secrétaire parlementaire du Poor Law Board entre 1865 et 1866 et sous William Ewart Gladstone comme sous-secrétaire d'État aux Affaires étrangères entre 1871 et 1874.
En 1874, il quitte la Chambre des communes lors de sa défaite aux élections générales, mais est ensuite appelé à la Chambre des lords dans la baronnie de son père. Il occupe de nouveau un poste sous Gladstone en tant que Lord-in-waiting en 1880 et en tant que Sous-secrétaire d'État à l'Inde entre 1880 et 1883.
Lord Strafford est également premier commissaire de la fonction publique de 1880 à 1888  et Lord Lieutenant du Middlesex de 1884 à 1888. Lorsque le premier conseil du comté de Middlesex est formé en 1889, il est choisi comme échevin du comté, servant jusqu'en 1895. Tout au long de sa carrière politique, il sert dans la milice du Middlesex. Il est le premier président du Middlesex County Cricket Club servant à deux reprises entre 1866 et 1876 et 1877 et 1898. En 1886, il succède à son père comme comte de Strafford.

## Famille
Lord Strafford épouse Alice Harriet Frederica, fille aînée de Francis Egerton (1er comte d'Ellesmere), le 25 juillet 1854. Ils n'ont pas d'enfants. Il est décédé au domicile familial de St. James's Square en mars 1898, à l'âge de 68 ans, et son frère cadet, Henry Byng (4e comte de Strafford) lui succède. La comtesse de Strafford est décédée en décembre 1928.